# Mülheimer Zeitung
Die Mülheimer Zeitung war eine Tageszeitung aus Mülheim an der Ruhr. Sie erschien von 1874 bis 1945. Nach dem Zweiten Weltkrieg musste die Mülheimer Zeitung auf Druck der amerikanischen Besatzungsmächte eingestellt werden. Die Westdeutsche Allgemeine Zeitung (WAZ) sieht sich mit ihrer Mülheimer Lokalausgabe in der Tradition der Mülheimer Zeitung, bis 2017 führte die Mülheimer Lokalausgabe der WAZ als weiteren Titel den historischen Namen „Mülheimer Zeitung“.

## Geschichte
Die Mülheimer Zeitung wurde 1874 gegründet. Sie stand seit ihrer Gründung in Konkurrenz zur Rhein- und Ruhrzeitung, ab 1886 auch in Konkurrenz zum Generalanzeiger für Mülheim und Umgebung. Nachdem Ersten Weltkrieg führte die Mülheimer Zeitung die Untertitel Mülheimer Neuste Nachrichten und Mülheimer Allgemeine Zeitung. Ab diesem Zeitpunkt wurde die Mülheimer Zeitung in verschiedene Themen unterteilt unter folgenden Titeln:
- Mülheimer Stadt-Zeitung: Ausschließlich Berichterstattung aus Mülheim
- Aus aller Welt: Internationale Berichterstattung
- Mülheimer Sportzeitung: Informationen über den Lokalsport
- Westdeutsches Land: Berichte aus der Region und dem Ruhrgebiet und Rheinland

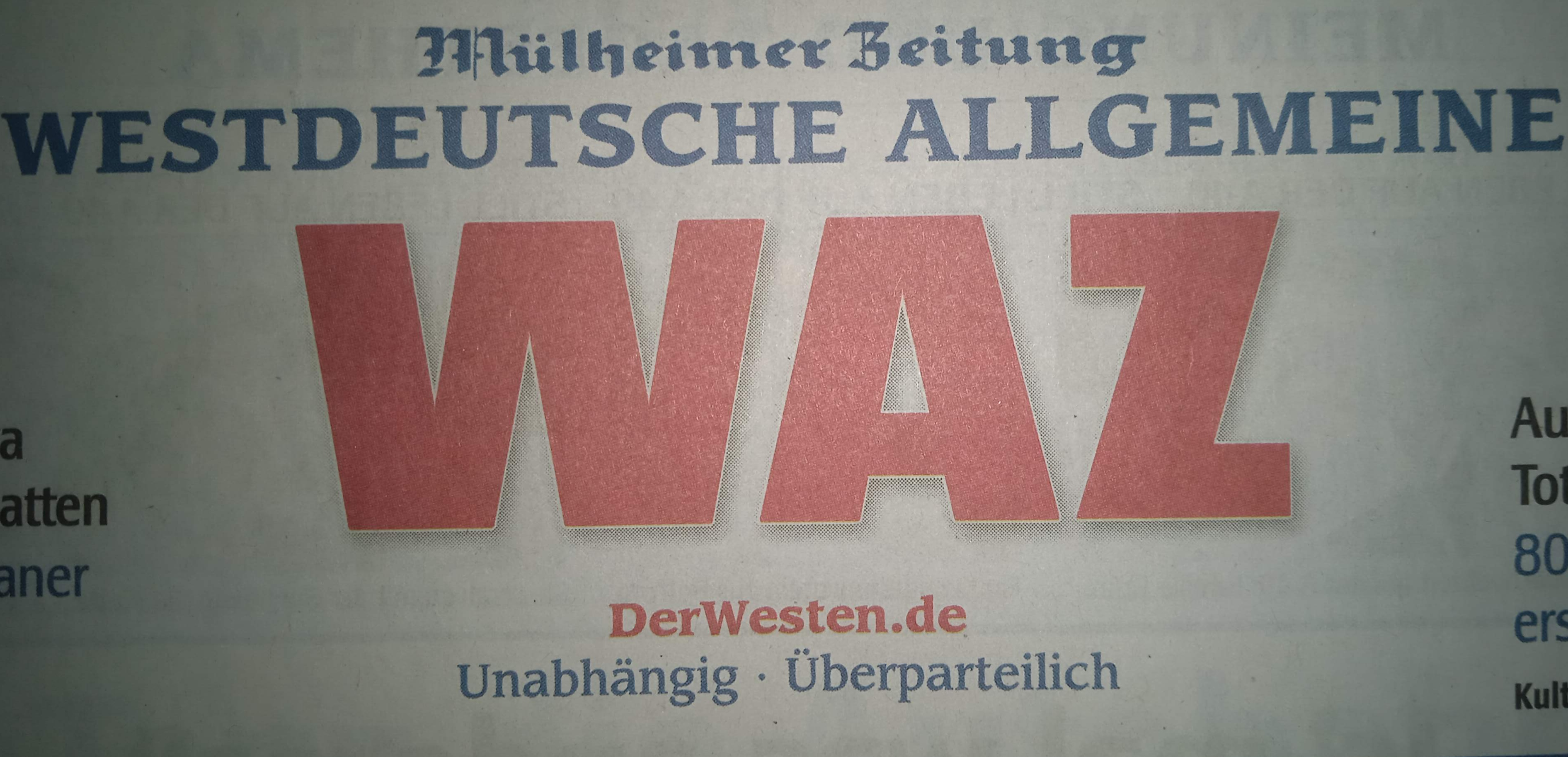
Titel der WAZ Mülheim (Mülheimer Zeitung) 2010

Zum Jahreswechsel 1932/1933 fusionierten die Mülheimer Zeitung und der Generalanzeiger für Mülheim und Umgebung und erschienen ab da als Mülheimer Zeitung. 1941 wurde die Rhein- und Ruhrzeitung eingestellt. 1945 wurde die Mülheimer Zeitung eingestellt. Die 1948 gegründete Westdeutsche Allgemeine Zeitung (WAZ) sieht sich in der Tradition der Mülheimer Zeitung, deshalb führte die Lokalausgabe der WAZ den Titel Mülheimer Zeitung.